# فیلیپ اتانسیلن
فیلیپ اتانسیلن (فرانسوی: ‎Philippe Étancelin‎‎؛ زادهٔ ۲۸ دسامبر ۱۸۹۶ در روان، سن-ماریتیم نرماندی، درگذشتهٔ ۱۳ اکتبر ۱۹۸۱ در نوی-سور-سن) رانندهٔ مسابقات اتومبیل‌رانی فرمول یک اهل فرانسه بود که از فصل ۱۹۵۰ تا ۱۹۵۲ در مجموع در دوازده گراند پری شرکت کرد.
اتانسیلن در طول دوران فعالیت خود در فرمول یک ۳ امتیاز را به نام خود به‌ثبت رساند.
اتانسیلن در ۱۳ اکتبر ۱۹۸۱ در نوی-سور-سن درگذشت.